# Juan de Dios Izquierdo
Juan de Dios Izquierdo Collado (Deleitosa, 29 de octubre de 1947) es un profesor universitario y político socialista español.

## Trayectoria
Doctor en Filosofía por la Universidad Complutense de Madrid (1980), fue profesor ayudante de sociología en la Universidad Nacional de Educación a Distancia (1976-1984) y profesor titular desde 1984; en 2000 pasó a ser titular de la plaza como profesor de sociología industrial dentro de la carrera de Ciencias Políticas de la misma universidad.
Residente en Albacete, es miembro del Partido Socialista Obrero Español. Fue vocal y presidente del Partido Socialista de Castilla-La Mancha  hasta el 2000, cuando le sustituyó Manuel Pérez Castell. Elegido senador en 1982 por la circunscripción de Albacete, en 1986 lo fue para el Congreso, donde renovó el escaño en 1989 y 1993. Como parlamentario, fue miembro de la Comisión Constitucional del Congreso. Dimitió del escaño cuando fue elegido diputado al Parlamento Europeo en 1994, puesto que volvió a ocupar en 1999.
Desde el 17 de junio de 2023, es alcalde de su pueblo natal, Deleitosa

## Obras
Es autor de las siguientes obras académicas:
- Juan de Dios Izquierdo Collado; Rubén Darío Torres Kumbrián; Laura Martínez (2011). Estado de bienestar y trabajo social. Ediciones Académicas. ISBN 978-84-92477-55-5.
- Juan de Dios Izquierdo Collado (2007). Cooperación al desarrollo y trabajo social. Ediciones Académicas. ISBN 978-84-96062-84-9.
- — (1991). Max Weber: precedentes y claves metodológicas. Universidad de Castilla-La Mancha. ISBN 84-7729-098-9.
- — (1984). Las elecciones de la transición en Castilla-La Mancha 1. Albacete: Instituto de Estudios Albacetenses. ISBN 84-505-0028-1.
- — (1978). Albacete, la universidad de la Mancha y el tema regional: (Estudio sociológico). Albacete: Instituto de Estudios Albacetenses. ISBN 84-600-1218-2.